# 卡拉·尼尔特
卡拉·尼尔特（德語：Carla Nelte，1990年9月21日—），德国女子羽毛球運動員。

## 簡歷
2013年8月，卡拉·尼尔特參加中國廣州舉行的世界羽毛球錦標賽，在比賽首日，她先與麦克斯·施文格尔出戰混合雙打項目，首圈就以0比2（9-21、14-21）負於韓國的金基正/鄭景銀出局；後再與伊莎贝尔·赫特里克出戰女子雙打項目，也在首圈以1比2（21-19、13-21、18-21）不敵保加利亞的加夫列拉·斯托伊娃/斯蒂法尼·斯托伊娃出局，完成所有賽事。

### 2017世锦赛
2017年8月，  卡拉·尼尔特參加苏格兰格拉斯哥舉行的世界羽毛球錦標賽，她和拉斐尔·贝克出戰混合双打項目。首圈以2比1 （15-21、21-19、21-11）逆转了法国的汤姆·吉凯尔/德尔菲娜·德尔吕。但在第二圈中，面对赛会12号种子、香港次号组合的鄧俊文/謝影雪以0比2 （11-21、17-21）不敌对手，32强止步。

## 主要比賽成績
只列出曾進入準決賽的國際賽事成績：
| 年份   | 賽事                     | 公開賽級別 | 項目     | 拍檔                | 成績   |
| ------ | ------------------------ | ---------- | -------- | ------------------- | ------ |
| 2009年 | 歐洲青年羽毛球錦標賽     | 其他       | 混合團體 | －                  | 準決賽 |
| 2010年 | 匈牙利羽毛球國際賽       | 國際系列賽 | 女子雙打 | 乔安娜·格里斯威斯基 | 冠軍   |
| 2010年 | 匈牙利羽毛球國際賽       | 國際系列賽 | 混合雙打 | 约舍·兹沃涅         | 準決賽 |
| 2010年 | 威爾斯羽毛球國際賽       | 國際系列賽 | 女子雙打 | 乔安娜·格里斯威斯基 | 準決賽 |
| 2010年 | 威爾斯羽毛球國際賽       | 國際系列賽 | 混合雙打 | 约舍·兹沃涅         | 亞軍   |
| 2011年 | 愛沙尼亞羽毛球國際賽     | 國際系列賽 | 女子雙打 | 乔安娜·格里斯威斯基 | 準決賽 |
| 2011年 | 葡萄牙羽毛球國際賽       | 國際系列賽 | 女子雙打 | 乔安娜·格里斯威斯基 | 準決賽 |
| 2011年 | 斯洛文尼亞羽毛球國際賽   | 國際系列賽 | 女子雙打 | 乔安娜·格里斯威斯基 | 冠軍   |
| 2011年 | 斯洛文尼亞羽毛球國際賽   | 國際系列賽 | 混合雙打 | 约舍·兹沃涅         | 準決賽 |
| 2012年 | 克羅地亞羽毛球國際賽     | 國際系列賽 | 女子雙打 | 乔安娜·格里斯威斯基 | 亞軍   |
| 2012年 | 瑞士羽毛球國際賽         | 國際挑戰賽 | 女子雙打 | 伊莎贝尔·赫特里克   | 亞軍   |
| 2012年 | 瑞士羽毛球國際賽         | 國際挑戰賽 | 混合雙打 | 麦克斯·施文格尔     | 準決賽 |
| 2012年 | 愛爾蘭羽毛球國際賽       | 國際系列賽 | 混合雙打 | 麦克斯·施文格尔     | 準決賽 |
| 2013年 | 歐洲羽毛球混合團體錦標賽 | 其他       | 混合團體 | －                  | 冠軍   |
| 2013年 | 白夜羽毛球賽             | 國際挑戰賽 | 女子雙打 | 伊莎贝尔·赫特里克   | 冠軍   |
| 2014年 | 歐洲女子羽毛球團體錦標賽 | 其他       | 女子團體 | －                  | 季軍   |
| 2014年 | 加拿大羽毛球大獎賽       | 大獎賽     | 混合雙打 | 麦克斯·施文格尔     | 冠軍   |
| 2014年 | 巴西羽毛球大獎賽         | 大獎賽     | 女子雙打 | 乔安娜·格里斯威斯基 | 冠軍   |
| 2014年 | 巴西羽毛球大獎賽         | 大獎賽     | 混合雙打 | 麦克斯·施文格尔     | 冠軍   |
| 2014年 | 保加利亞羽毛球國際賽     | 國際挑戰賽 | 混合雙打 | 麦克斯·施文格尔     | 亞軍   |
| 2014年 | 蘇格蘭羽毛球大獎賽       | 大獎賽     | 女子雙打 | 乔安娜·格里斯威斯基 | 準決賽 |
| 2014年 | 蘇格蘭羽毛球大獎賽       | 大獎賽     | 混合雙打 | 麦克斯·施文格尔     | 準決賽 |
| 2014年 | 美國羽毛球大獎賽         | 大獎賽     | 混合雙打 | 麦克斯·施文格尔     | 準決賽 |
| 2015年 | 俄羅斯羽毛球大獎賽       | 大獎賽     | 女子雙打 | 乔安娜·格里斯威斯基 | 亞軍   |
| 2015年 | 危地馬拉羽毛球國際賽     | 國際挑戰賽 | 女子雙打 | 乔安娜·格里斯威斯基 | 冠軍   |
| 2015年 | 比利時羽毛球國際賽       | 國際挑戰賽 | 女子雙打 | 乔安娜·格里斯威斯基 | 準決賽 |
| 2015年 | 荷蘭羽毛球大獎賽         | 大獎賽     | 女子雙打 | 乔安娜·格里斯威斯基 | 準決賽 |
| 2015年 | 巴西羽毛球大獎賽         | 大獎賽     | 女子雙打 | 乔安娜·格里斯威斯基 | 準決賽 |
| 2015年 | 美國羽毛球國際賽         | 國際挑戰賽 | 女子雙打 | 乔安娜·格里斯威斯基 | 準決賽 |
| 2015年 | 土耳其梅爾辛羽毛球國際賽 | 國際挑戰賽 | 女子雙打 | 乔安娜·格里斯威斯基 | 準決賽 |
| 2016年 | 歐洲女子羽毛球團體錦標賽 | 其他       | 女子團體 | －                  | 季軍   |
| 2016年 | 奧地利羽毛球公開賽       | 國際挑戰賽 | 女子雙打 | 乔安娜·格里斯威斯基 | 準決賽 |
| 2016年 | 秘魯羽毛球國際賽         | 國際挑戰賽 | 女子雙打 | 乔安娜·格里斯威斯基 | 冠軍   |
| 2017年 | 歐洲羽毛球混合團體錦標賽 | 其他       | 混合團體 | －                  | 季軍   |
| 2017年 | 德國羽毛球黃金大獎賽     | 黃金大獎賽 | 女子雙打 | 伊莎贝尔·赫特里克   | 準決賽 |
| 2017年 | 奧爾良羽毛球國際挑戰賽   | 國際挑戰賽 | 女子雙打 | 伊莎贝尔·赫特里克   | 準決賽 |
| 2018年 | 歐洲羽毛球女子團體錦標賽 | 其他       | 女子團體 | －                  | 亞軍   |
| 2018年 | 瑞士羽毛球公開賽         | 超級300賽  | 混合雙打 | 琼斯·拉夫利·詹森    | 準決賽 |
| 2018年 | 加拿大羽毛球公開賽       | 超級100賽  | 女子雙打 | 伊莎贝尔·赫特里克   | 亞軍   |
| 2018年 | 新加坡羽毛球公開賽       | 超級500賽  | 女子雙打 | 伊莎贝尔·赫特里克   | 準決賽 |

| 2007-2017年 | 首要超級賽 | 超級賽 | 黃金大獎賽 | 大獎賽 | 國際挑戰賽 | 國際系列賽 | 未來系列賽 | 其他 |

| 2018-2026年 | 總決賽 | 超級1000賽 | 超級750賽 | 超級500賽 | 超級300賽 | 超級100賽 | 國際挑戰賽 | 國際系列賽 | 未來系列賽 | 其他 |

### 奧運會和世錦賽參賽紀錄
|          | 搭檔                | 2011 | 2012 | 2013 | 2014 | 2015 | 2016       | 2017 | 2018 |
| -------- | ------------------- | ---- | ---- | ---- | ---- | ---- | ---------- | ---- | ---- |
| 女子雙打 | 乔安娜·格里斯威斯基 | 32強 | －   | －   | －   | 48強 | 小組第四名 | －   | －   |
| 女子雙打 | 伊莎贝尔·赫特里克   | －   | －   | 48強 | 32強 | －   | －         | 32強 | 32強 |
|          |                     |      |      |      |      |      |            |      |      |
| 混合雙打 | 麦克斯·施文格尔     | －   | －   | 48強 | －   | －   | －         | －   | －   |
| 混合雙打 | 拉斐尔·贝克         | －   | －   | －   | －   | －   | －         | 32強 | －   |